# Impero del Mali

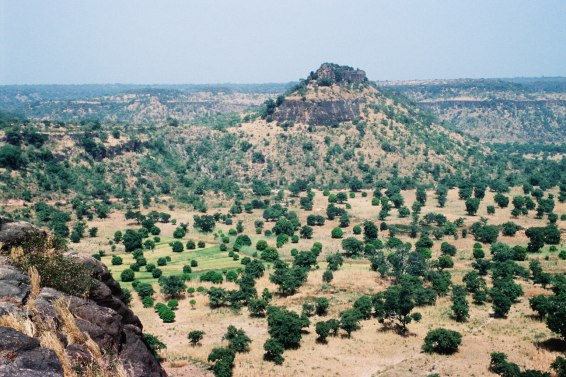
Paesaggio del Manden, luogo d'origine del popolo mandingo

L'Impero del Mali o Impero del Manden fu un impero dell'Africa Occidentale, fondato dal popolo di etnia mandingo che viveva nella regione fra il Mali meridionale, la Guinea orientale, la Costa d'Avorio settentrionale, il Senegal meridionale, la Guinea-Bissau e il Gambia. Si sviluppò nel periodo compreso fra il 1235 e il 1645.

## Nota etimologica
Nel Medioevo i Mandinka si riferivano alla loro terra (corrispondente alla parte meridionale del Mali e alla parte settentrionale dell'odierna Guinea) come "Manden". Lo stesso termine "mandinka" (poi corrotto nel francese mandingue o nell'inglese mandingo) deriva dall'unione di manden con il suffisso ka ("popolo"). L'impero del Mali veniva quindi chiamato dai suoi abitanti "Impero di Manden" o "Federazione di Manden" (Manden Kurufa). Il nome "Mali" fu introdotto dai popoli di lingua pulaar che abitavano nelle regioni circostanti (Macina, Tekrur, Fouta Djallon), in seguito alla trasformazione fonetica di mandinke-manden in malinke-mali. Questi popoli semi-nomadi diffusero la variante "Mali" come nome dell'impero in gran parte dell'Africa Occidentale.

## Storia

### Periodo pre-imperiale
Gli imperatori del Mali appartenevano quasi tutti alla dinastia Keita, che tradizionalmente si riteneva discendere da Bilal, seguace di Maometto, attraverso uno dei suoi sette figli, Lawalo. In ogni caso, il Manden era inizialmente un piccolo stato all'ombra del potente Impero del Ghana, di etnia Soninké, che fra il IV e l'XI secolo dominava gran parte dell'Africa Occidentale. Al Manden appartenevano piccole città-stato come Tabou, Toron, Ka-Ba (oggi Kangaba) e Niani. Durante l'ascesa dell'Impero del Ghana, Manden divenne una provincia dell'impero, e Ka-Ba fu scelta come capitale della provincia. La provincia veniva governata da re mandinka chiamati faama, che l'amministravano a nome dell'imperatore del Ghana.
Nell'XI secolo, l'Impero del Ghana entrò in guerra con i berberi musulmani Almoravidi. La capitale dell'impero, Kumbi Saleh, cadde nel 1076. Gli Almoravidi non imposero il proprio controllo sulla regione, tornando a ritirarsi verso il Maghreb, e le province dell'impero (tra cui la provincia di Ka-Ba) divennero di fatto indipendenti. Ka-Ba si scisse in dodici regni, ognuno governato da un faama locale o maghan.
Intorno al 1140, il regno di Kaniaga, di etnia sosso e precedentemente in rapporti di vassallaggio con l'Impero del Ghana, iniziò a estendere i propri domini. In circa 40 anni arrivò a sottomettere persino i Soninké. Nei primi anni del Duecento, il re Soumaoro di Kaniaga iniziò a fare incursioni nel territorio Manden, saccheggiando e terrorizzando la popolazione.

### Sundjata, il "principe leone"
La nascita dell'Impero del Mali è legata alla figura di Sundjata, detto "il principe leone", le cui gesta sono state tramandate dai griot (cantori) dell'Africa Occidentale nella forma di un racconto epico. È difficile separare in modo definitivo la leggenda dalla realtà storica.
Secondo la tradizione, nei primi decenni del XIII secolo il regno di Kaniaga estese il proprio dominio su uno dei dodici regni di Manden, Niana. Dal paese era stato da poco esiliato il fratellastro del re Dankaran Touman, Sundjata, colpevole di godere di una maggiore popolarità del fratello. In seguito all'invasione di Kaniaga, una delegazione di Niani si recò da Sundjata, che si trovava a Mema, chiedendogli di tornare a liberare il proprio paese natio.
Sundjata tornò a Niana conducendo con sé gli eserciti di Mema, di Wagadou (il regno che era stato il cuore dell'Impero del Ghana) e di diverse città-stato mandinka, dando vita nel 1234 alla rivolta contro la dominazione Kaniaga. Il culmine dello scontro fu la battaglia di Kirina (circa 1235), in cui l'esercito sosso fu definitivamente sconfitto. La battaglia decretò la fine del regno di Kaniaga e la nascita dell'Impero del Mali. Sundjata marciò sulle città sosso, conquistandole una dopo l'altra e guadagnandosi l'appellativo di faama dei faama ("re dei re") e mansa ("imperatore"), con il nome di Mari Djata I. Sotto il suo governo i dodici regni Manden furono nuovamente unificati, diventando il cuore dell'impero.
Dopo aver unificato Manden, Mari Djata continuò a espandere il proprio impero. Conquistò tra l'altro Wangara, Oualata, Audaghost, giungendo a regnare su un'area che andava dal Senegal al fiume Niger. L'impero aveva, soprattutto, il controllo delle importantissime vie commerciali trans-sahariane.

#### Organizzazione dell'impero
Rispetto all'Impero del Ghana, l'Impero del Mali aveva una struttura decisamente più centralizzata. In particolare, le stesse leggi (stabilite dal potere centrale dell'imperatore) erano applicate in modo sostanzialmente omogeneo in tutto il territorio dell'impero. L'eredità dell'Impero del Mali, in termini di centralizzazione del potere, sarebbe stata poi raccolta da imperi e regni successivi come quelli di Songhai, Bamana, Wolof e Fula.
Il nucleo dell'impero fondato da Mari Djata I era costituito dai "tre stati alleati" di Mali (ovvero Niani), Mema e Wagadou, con l'aggiunta degli altri regni Manden. Poiché Sundjata aveva avuto asilo presso Mema durante il proprio esilio, Mema mantenne uno status speciale; analogamente avvenne per Wagadou, altro luogo dove Sundjata aveva soggiornato durante l'esilio e che aveva fornito l'esercito con cui Sundjata aveva sconfitto il regno di Kaniaga. I re di Mema e Wagadou mantennero la loro corona e il diritto di trattare con l'imperatore quasi alla pari. I re degli altri regni dovettero invece consegnare esplicitamente il proprio regno all'imperatore, e ricevettero il titolo minore di farbas ("grande comandante")..
Per volere di Mari Djata I, venne istituita un'assemblea chiamata Gbara, che deliberava su numerosi temi. Inoltre, l'imperatore introdusse numerose misure economiche e sociali; per esempio, vietò il maltrattamento dei prigionieri e degli schiavi, fissò il prezzo di numerosi beni di largo consumo, e fece in modo che ogni cittadino dell'impero avesse un proprio appezzamento di terra. L'imperatore stabilì anche che tutti i futuri mansa dovessero appartenere al clan Keita (a cui egli apparteneva).

### Discendenza di Djata

#### Mansa Ouali
Quando Mari Djata I morì (1255), suo figlio Yérélinkon era troppo giovane per avere diritto al trono, che sarebbe dovuto andare al fratellastro di Mari Djata. Ciononostante, Yérélinkon impose la propria volontà, sottraendo il trono allo zio e venendo incoronato con il nome di Mansa Ouali. Mansa Ouali continuò l'opera di conquista iniziata dal padre, annettendo all'impero le province di Bati e Cassa (nell'odierno Gambia), Bambuk e Bondou (regioni ricche di miniere d'oro), il regno songhai di Gao. Ouali si dedicò anche allo sviluppo economico dell'impero; per esempio, a molti soldati fu chiesto di lavorare la terra nelle nuove province. Rafforzò anche i rapporti con il mondo nordafricano e arabo, andando anche in hajj (pellegrinaggio) alla Mecca.

#### I figli dei generali
Durante il suo regno, Mari Djata I aveva adottato diversi figli dei suoi generali come strumento per fidelizzarli. Alla morte di Mansa Ouali due figli di generali adottati da Mari Djata si contesero il trono, scatenando una violenta guerra civile. Il primo dei due a salire al trono fu incoronato col nome di Mansa Ouati nel 1270; il suo regno, durato quattro anni, viene ricordato come dissoluto e crudele. Gli successe l'altro figlio adottivo, Mansa Khalifa, che fu forse regnante ancora peggiore di Ouati; la tradizione gli attribuisce persino l'uso di scagliare frecce incendiarie sui passanti, dal tetto del proprio palazzo. Fu assassinato, forse per volere del Gbara, nel 1275.

### I mansa cortigiani
Dopo il caos portato dal regno di Ouati e Khalifa, per venticinque anni regnarono come mansa dignitari di corte appoggiati dal Gbara. Il primo fra questi fu Manding Bory, incoronato con il nome di Mansa Abubakari (corruzione del nome islamico Abu Bakr). Abubakari era figlio della terza moglie di Maghan Kon, padre di Mari Djata I. Del regno di Abubakari non si sa molto, ma sembra che abbia contribuito a bloccare lo spreco di ricchezza a cui avevano dato inizio i figli dei generali.
Nel 1285, un ex schiavo di corte liberato da Mari Djata e divenuto generale usurpò il trono, venendo incoronato con il nome di Mansa Sakoura. Sakoura fu un abile condottiero, e portò una nuova espansione dell'impero, la prima dopo il regno di Ouali. Conquistò Tekrour e Diara (già province dell'Impero del Ghana), Dyolof (nell'odierno Senegal) e Macina (odierno Mali), e soppresse una rivolta anti-imperiale presso Gao. Inoltre, Sakoura intrecciò rapporti più stretti con gli stati arabi del bacino del Mediterraneo; andò in hajj come Ouali prima di lui e strinse accordi commerciali con Tripoli e con il Marocco. Fu assassinato da un brigante danakil mentre era di ritorno dalla Mecca, nella regione dall'odierna nazione di Gibuti. Quando il corpo giunse a Niani, ricevette gli onori funebri che spettavano alla dinastia imperiale, nonostante le sue origini di schiavo e usurpatore.

### Discendenza di Kolonkan
Dopo la morte di Sakoura, nel 1300 il Gbara scelse Ko Mamadi come prossimo mansa. Ko Mamadi era un discendente di Kolonkan, sorella di Mari Djata; in quanto discendente di Maghan Kon Fatta, anch'egli apparteneva alla dinastia Keita. Durante il regno di Ko Mamadi e dei suoi discendenti, l'Impero del Mali raggiunse la sua epoca d'oro.

#### Economia
La principale fonte di ricchezza dell'Impero del Mali erano le tre grandi miniere d'oro all'interno dei suoi confini, a Bambuk, Boure e Galam. L'impero tassava ogni carico d'oro o di sale che entrava nei suoi confini. Entro l'inizio del XIV secolo, l'impero divenne il principale produttore d'oro del Vecchio Mondo.
Non è chiaro se nell'impero si usasse battere moneta. Venivano certamente usati come merce di scambio oro, sale e rame. Le pepite d'oro erano appannaggio esclusivo delle casse dell'imperatore; dovevano essere consegnate ai funzionari imperiali e venivano ripagate in polvere d'oro. La principale unità di misura della polvere d'oro era il mithqal, detto anche dinar, che corrispondeva a circa 4,5 grammi d'oro. Il sale aveva un valore forse addirittura superiore a quello dell'oro, come avveniva in gran parte dell'Africa subsahariana. Veniva scambiato in pezzi e trasportato da carovane di dromedari, e aveva un valore maggiore nella parte meridionale dell'impero, dove costituiva un bene più raro. Il rame, infine, era scambiato in lingotti; lo si estraeva a Takedda, nel nord, ed era scambiato con l'oro a sud. Secondo fonti dell'epoca, 60 lingotti di rame valevano circa 100 dinar.

#### Esercito
Nel periodo dei mansa della discendenza di Kolonkan, l'esercito dell'impero era diventato una macchina da guerra estremamente potente. Una parte dell'esercito era costituita da professionisti, che in tempo di pace avevano il compito di difendere i confini. All'occorrenza, tuttavia, tutta la nazione poteva essere mobilitata; ogni tribù doveva fornire un certo numero di soldati all'imperatore. Secondo gli storici, l'esercito contava complessivamente circa 100.000 uomini, di cui 10.000 circa impiegati nella cavalleria.
Venivano distinti l'esercito meridionale e quello settentrionale. Quello settentrionale era comandato da un ufficiale detto farin ed era di stanza presso la città di frontiera di Soura. Quello meridionale era comandato da un sankar (termine che indicava un comandante della regione del fiume Sankarani) e aveva il proprio quartier generale a Zouma. Il farin e il sankar erano scelti dall'imperatore, e rispondevano direttamente a lui.
I soldati di fanteria erano chiamati sofa. La fanteria era organizzata in unità dette kelé-kulu, composte da 10-20 uomini appartenenti a una determinata tribù e comandati da un capo tribale detto kun-tigui. Gruppi di dieci kelé-kulu costituivano i kelé-bolo, comandati da ufficiali di più alto livello chiamati bolo kun-tigui. L'equipaggiamento base di un fante era costituito da un grande scudo di legno e di una picca detta tamba. Gli arcieri costituivano una parte importante della fanteria; c'erano circa 3 arcieri per ogni picchiere. Ognuno di essi aveva due faretre e uno scudo; le frecce avevano la punta di ferro e spesso erano avvelenate. Negli assedi si usavano anche frecce infuocate.
La cavalleria era formata dalla nobiltà dell'impero. Una unità di 50 cavalieri era detta seré, e comandata da un kelé-tigui; ogni kelé-tigui aveva anche un seguito di due o più bolo kun-tiguis (reggimenti di fanteria) che lo seguivano in battaglia. I kelé-tigui rappresentavano il grado più alto dell'esercito dopo farin e sankar. Le armi tipiche dei cavalieri erano la spada, la lancia, e talvolta giavellotti avvelenati. I cavalieri erano anche dotati di scudo e spesso di un'armatura di maglia.

#### Gli ultimi Kolonkan
Fra gli ultimi mansa della discendenza di Kolonkan figurano Mansa Gao (Ko Mamadi), suo figlio Mansa Mohammed ibn Gao e Bata Manding Bory, incoronato col nome di Mansa Abubakari II nel 1310. Sotto questi regnanti l'impero conobbe un periodo di pace e stabilità. Abubakari fu attratto dall'idea di estendere il dominio dell'impero oltremare; dopo aver posto il suo consigliere Musa a capo dell'impero (unico caso in cui un mansa abbia mai abdicato), partì con una spedizione di 4.000 piroghe nell'Oceano Atlantico. Nessuno tornò dalla spedizione.

### La discendenza di Laye
Dopo l'abdicazione di Abubakari II, il trono passò a una dinastia di discendenti di Faga Laye, figlio di Abubakari I. Sotto questa dinastia l'impero raggiunse la sua massima estensione, coprendo tutta l'area fra il Sahara e le foreste costiere, dalla costa atlantica all'odierno Niger. La popolazione complessiva raggiunse 40 o 50 milioni di persone, distribuite in 400 città, paesi e villaggi. Scrittori dell'epoca riportano che attraversare l'impero da est a ovest richiedeva un anno di cammino. Nello stesso periodo, nel mondo l'unico impero di dimensioni paragonabili era quello dei Mongoli.

#### Musa I

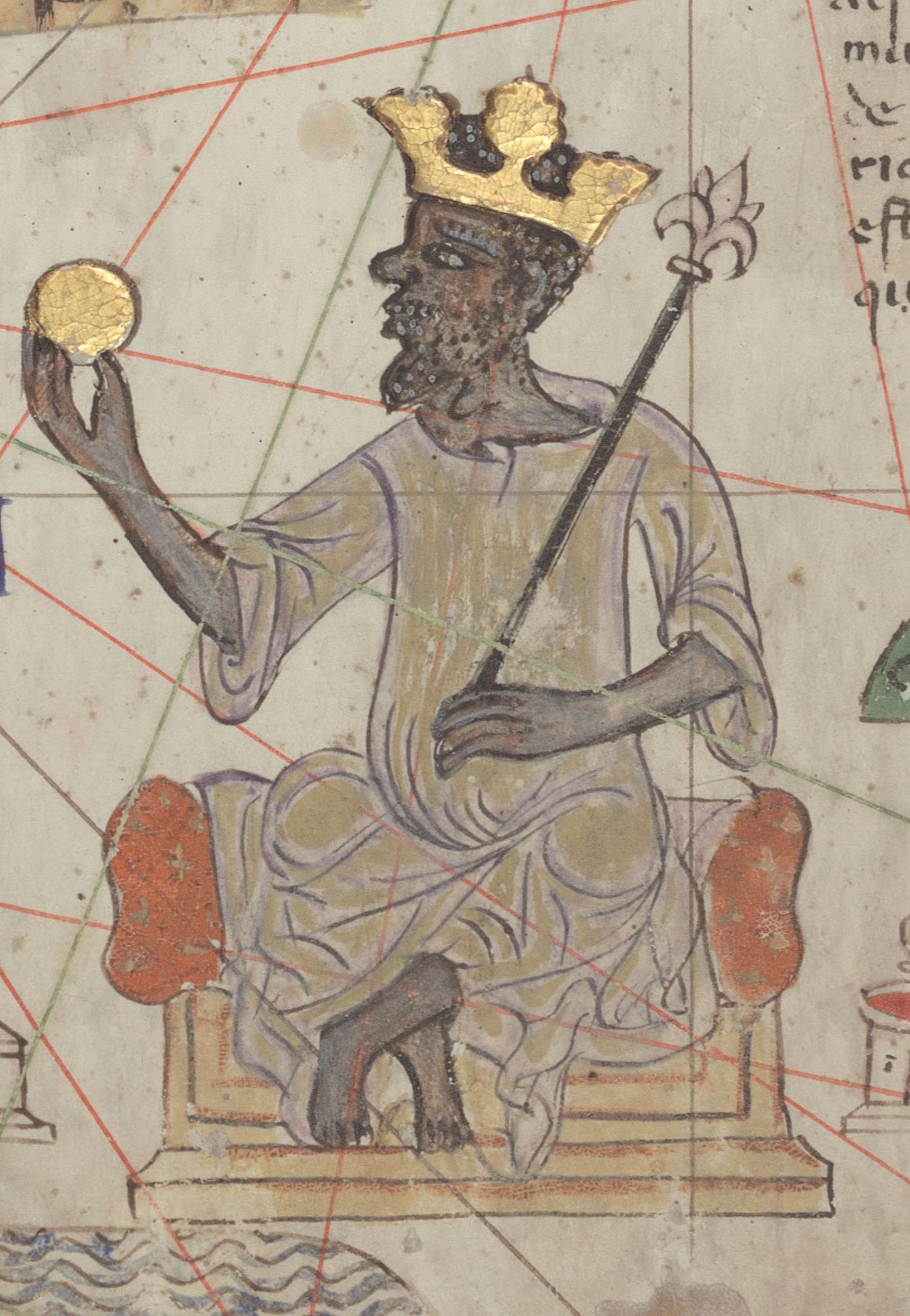
Ritratto di Mansa Musa I

Il primo imperatore della dinastia Laye fu Mansa Musa, incoronato dopo un anno dalla partenza di Abubakari. Musa fu uno dei primi veri musulmani alla guida dell'impero. Cercò di diffondere l'Islam presso la nobiltà (pur senza imporlo al popolo) e istituì una festa nazionale per la fine del ramadan. Sapeva scrivere in arabo e fu affascinato da Timbuktu, importante centro culturale dell'epoca, che alla fine riuscì ad annettere pacificamente all'impero (1324). Fondò università islamiche nel regno.
Particolarmente celebre fu il pellegrinaggio alla Mecca di Mansa Musa, dal 1324 al 1326 e descritto tra l'altro dallo storico arabo Ibn Khaldun. Musa partì con un enorme seguito e lungo la strada spese tanto oro da causare in Egitto un periodo di inflazione di 12 anni. Fu a causa di questo straordinario viaggio, e dell'impressione che fece la ricchezza di Musa, che il nome dell'Impero del Mali iniziò a diventare noto e apparire sulle carte geografiche sia del mondo arabo che di quello europeo. Durante il viaggio, Musa conobbe il poeta e architetto andaluso Abu Ishaq al-Sahili, che al ritorno lo seguì ed ebbe l'incarico di costruire alcuni degli edifici più imponenti dell'impero, soprattutto a Timbuktu. Sotto Musa, l'impero acquisì anche il controllo di Taghazza, un'altra regione economicamente importante (per la produzione di sale).
Il successore di Mansa Musa, Maghan I, fu il mansa più dissoluto dopo Khalifa. In questo periodo, tuttavia, l'impero era troppo forte per essere indebolito dal malgoverno del mansa.

#### Solimano
Nel 1341 Solimano (Suleyman) succedette a Maghan. Solimano fondò la propria amministrazione sul risanamento economico dello stato. Dovette affrontare numerose difficoltà, tra cui l'inizio delle incursioni del popolo Fula nella regione di Takrur e trame di palazzo volte a rovesciarlo. L'unica avversità che Solimano non fu in grado di risolvere, tuttavia, fu la rivolta del popolo Wolof della provincia di Dyolof, in Senegal. I Wolof formarono uno stato indipendente, primo nucleo di quello che sarebbe diventato un potente impero.
Anche Solimano fece un pellegrinaggio alla Mecca, intrattenne rapporti amichevoli con Marocco ed Egitto. Morì nel 1360, lasciando il trono a suo figlio Camba.

#### Mari Djata II
Mansa Camba regnò solo per nove mesi, per essere poi deposto da uno dei figli di Maghan I, Konkodougou Kamissa, incoronato col nome di Mari Djata II nel 1360. Quello di Mari Djata II fu un nuovo periodo di malgoverno, in cui l'economia dell'impero entrò in uno stato di crisi. L'imperatore si ammalò gravemente nel 1372, e il potere passò nelle mani dei suoi ministri fino alla sua morte, nel 1374.

#### Gli ultimi Laye
A Mari Djata II succedette il fratello Mansa Musa II (o Mansa Fadima Musa). Durante il regno di quest'ultimo, il potere fu esercitato dal consigliere dell'imperatore, che si chiamava Mari Djata (ma non aveva alcun legame con la dinastia Keita). Mari Djata soffocò una ribellione dei Tuareg nella regione di Takedda e intraprese una campagna di conquista nel Gao (senza tuttavia giungere a una vittoria decisiva). Quando Mansa Musa II morì, nel 1387, le finanze dell'impero erano state sostanzialmente risanate.
Il successore di Mansa Musa II, Tenin Maghan (ultimo figlio di Maghan I) fu incoronato nel 1387 col nome di Mansa Maghan II. Del suo regno si sa poco. Fu deposto nel 1389, evento che segnò la fine della dinastia Laye.

### La decadenza
Nel 1389 l'Impero del Mali entrò in una nuova fase della sua storia. Questo periodo fu caratterizzato da due fattori. Da una parte, iniziarono ad alternarsi mansa di diverse origini, senza alcuna dinastia stabilmente al governo; dall'altra, l'impero iniziò a sgretolarsi sotto la pressione del nascente impero di Songhai, perdendo gradualmente i suoi territori orientali e il suo controllo sulle vie commerciali trans-sahariane.

#### Maghan III
Mansa Sandaki, un discendente di Mari Djata (il consigliere di Mansa Musa II) detronizzò Maghan II e divenne il primo imperatore senza alcuna relazione di parentela con i Keita. Egli regnò un solo anno, venendo poi deposto da un certo Mahmud (forse discendente di Mansa Gao) che fu incoronato nel 1390 come Mansa Maghan III. Durante il suo regno, l'impero subì diverse incursioni da parte dell'esercito dell'imperatore Bonga di Yatenga.

#### Musa III
All'inizio del XV secolo, due fratelli nobili di Niani sottomisero Dioma, una regione a sud dell'impero. Al suo ritorno, il più anziano dei fratelli fu incoronato come Mansa Musa III. Durante il regno di Mansa Musa III il Mali iniziò a subire gravi perdite territoriali: nel 1430, i Tuareg presero Timbuktu, e nel 1433 Oualata.

#### Ouali II
Dopo la morte di Musa III, a metà del XV secolo, venne incoronato suo fratello Gbèré, col nome di Mansa Ouali II. Durante il regno di Ouali II l'impero venne in contatto con i portoghesi, che a partire dagli anni 1450 iniziarono a fare incursioni sulla costa dell'odierno Gambia. Questi primi scontri furono disastrosi per i portoghesi, che in seguito scelsero il dialogo diplomatico (soprattutto grazie all'azione di Diogo Dias). Altri esploratori europei vennero nello stesso periodo in contatto con l'Impero del Mali. Cadamosto, un esploratore veneziano, scrisse nel 1454 che l'Impero del Mali era la più grande potenza della costa africana..
Nel frattempo, l'Impero del Mali stava subendo una pressione sempre più forte da parte dell'impero Songhai, che nel 1465 conquistò Mema, uno dei più antichi possedimenti dell'impero. Sempre Songhai sottrasse Timbuktu ai Tuareg nel 1468.

#### Mahmud II
Intorno al 1470 un certo Mamadou, sulle cui origini si hanno poche informazioni, fu incoronato come Mansa Mahmud II. Non è neppure chiaro se ci sia stato un mansa Mahmud I, sebbene si ritiene che questo possa essere un altro nome con cui era noto Mahan III.
Durante il regno di Mahmud II l'impero perse ulteriori possedimenti. Nel 1477, gli Yatenga attaccarono nuovamente la regione di Macina (questa volta conquistandola) e presero anche Wagadou. Nel 1481, iniziarono le incursioni dei Peul contro la provincia di Tekrur. Altre perdite riguardardono la regione di Jalo e le miniere di sale di Taghazza, prese dall'impero Songai nel 1493. Nel frattempo, il Mali aveva stabilito forti rapporti commerciali con i portoghesi, e Mahmud chiese l'intervento degli Europei contro i Peul, senza ottenerlo.
Non si sa di preciso quando sia finito il regno di Mahmud II, ma si ritiene che esso sia finito entro il primo decennio del XVI secolo. Non sono tuttavia noti i nomi dei suoi immediati successori. In ogni caso, nei primi decenni del secolo l'impero perse ulteriori possedimenti: i Songhai presero la provincia di Quali nel 1502 e nel 1514 fu persa definitivamente anche Tekrur. Poco dopo, anche le miniere di rame di Takedda caddero nelle mani di Songhai.

#### Mahmud III
L'ultimo mansa dell'impero fu Mansa Mahmud III, noto anche come Mansa Mamadou II. Come per altri imperatori di questa epoca, le date del suo regno sono incerte. Si sa comunque che l'impero continuò a sfaldarsi durante il suo regno. Nel 1537 la provincia di Kaabu divenne indipendente, dando vita un nuovo impero che dopo poco tempo conquistò le province di Cassa e Bati, ultimi possedimenti dell'impero nel Gambia. Nel 1545 ciò che restava dell'esercito del Mali si scontrò in una battaglia decisiva con le forze di Songhai; queste ebbero la meglio e arrivarono a saccheggiare la capitale Niani e occupare il palazzo del mansa. Mahmud fuggì sulle montagne e riorganizzò le proprie forze, lanciando un contrattacco che respinse Songhai fuori dal Manden. Nonostante questa vittoria, quello che era stato l'Impero del Mali fu ridotto alla sola regione del Manden; l'impero era crollato.

## Periodo post-imperiale
La successione dei mansa di Manden nel periodo successivo al crollo dell'impero non è del tutto nota. Il primo mansa di cui si hanno notizie fu Mansa Mahmud IV (noto anche come Mansa Mamadou III, Mali Mansa Mamadou e Niani Mansa Mamadou), considerato l'ultimo imperatore del Mali. Pare che abbia organizzato nel 1599 un attacco contro la città di Djenné, controllata dai Fula. L'uso di armi da fuoco da parte dei nemici fu una delle cause del fallimento di questa operazioni.
Alla morte di Mahmud IV, i suoi tre figli diedero inizio a una guerra civile che divise il Manden in tre parti. Kangaba divenne la capitale del regno settentrionale, Ognuno dei tre figli di Mahmud mantenne il titolo di mansa, pur regnando solo su una parte dell'impero. I tre stati combatterono a lungo l'uno contro l'altro, ma stringevano accordi ogni volta che erano minacciati da invasori esterni. In questo modo, il Manden sopravvisse fino al XVII secolo.
Nel 1630, i Bamana di Segou
intrapresero una guerra nella regione, attaccando Timbuktu (sotto il controllo del Marocco) e il Manden. Nel 1645 i Bamana erano attivati nella regione, ponendo definitivamente fine al Manden. L'unico dei tre regni a sopravvivere per qualche tempo fu quello di Kangaba.
Mamma Maghan, mansa di Kangaba, tentò di respingere gli invasori, ma alla fine fu sconfitto, con un nuovo sacco nel 1670.

## Imperatori del Mali

### Pretese discendenze
- Bilal ibn Ribah
- Lawalo
- Latal Kalabi
- Damul Kalabi

### Faamas del Mandé (?-XIII secolo)
- Lahilatoul Kalabi
- Kalabi Bomba
- Mamadi Kani
- Bamari Tagnogokelin
- M'Bali Nene
- Bello I
- Bello II Bakon
- Maghan Kon Fatta (1200 c.-1218)
- Dankaran Touman (1218)

## Mansa (1235-1559)
- Sundiata Keita (1235-1255)
- Ouali I (1255-1270)
- Ouati (1270-1274)
- Khalifa (1274-1275)
- Abubakari I (1275-1285)
- Sakoura (1285-1300)
- Gao (1300-1305)
- Mohammed ibn Gao (1305-1310)
- Abubakari II (1310-1312)
- Musa I (1312-1337)
- Maghan I (1337-1341)
- Souleyman (1341-1360)
- Camba (1360)
- Mari Djata II (1360-1374)
- Mansa Musa II (1374-1387)
- Maghan II (1387-1389)
- Sandaki (1389-1390)
- Maghan III (1390-1404)
- Mansa Musa III (c.1440)
- Ouali II (c.1460)
- Mahmud II (1481-1496)
- Mahmud III (1496-1559)

La capitale viene spostata da Niani a Kangaba dopo la sconfitta dell'Impero Songhai

## Mansa Imperiali di Kangaba (1559-1610)
- Mahmud III (1559- c. 1560)
- Mansa sconosciuto o trono vacante (c. 1560 - c. 1590)
- Mahmud IV (c.1590 - c. 1610)

L'impero collassò alla morte di Mahmud IV

## Mansa Post-Imperiali di Kangaba (1610-1670)
- un numero sconosciuto di Mansa (c. 1610 - c. 1660)
- Mama Maghan (c.1660 - c. 1670)